# Le Merlerault
Le Merlerault és un municipi francès situat al departament de l'Orne i a la regió de Normandia. L'any 2007 tenia 915 habitants.

## Demografia

### Població
El 2007 la població de fet de Le Merlerault era de 915 persones. Hi havia 420 famílies de les quals 158 eren unipersonals (69 homes vivint sols i 89 dones vivint soles), 141 parelles sense fills, 93 parelles amb fills i 28 famílies monoparentals amb fills.
La població ha evolucionat segons el següent gràfic:
Habitants censats

### Habitatges
El 2007 hi havia 552 habitatges, 431 eren l'habitatge principal de la família, 68 eren segones residències i 53 estaven desocupats. 482 eren cases i 69 eren apartaments. Dels 431 habitatges principals, 274 estaven ocupats pels seus propietaris, 144 estaven llogats i ocupats pels llogaters i 13 estaven cedits a títol gratuït; 11 tenien una cambra, 32 en tenien dues, 82 en tenien tres, 108 en tenien quatre i 198 en tenien cinc o més. 273 habitatges disposaven pel capbaix d'una plaça de pàrquing. A 253 habitatges hi havia un automòbil i a 93 n'hi havia dos o més.

### Piràmide de població
La piràmide de població per edats i sexe el 2009 era:
| Homes | Edats   | Dones |
| ----- | ------- | ----- |
| 0     | 95 o +  | 0     |
| 4     | 90 a 94 | 4     |
| 20    | 85 a 89 | 8     |
| 12    | 80 a 84 | 16    |
| 20    | 75 a 79 | 24    |
| 36    | 70 a 74 | 44    |
| 36    | 65 a 69 | 28    |
| 16    | 60 a 64 | 52    |
| 32    | 55 a 59 | 32    |
| 28    | 50 a 54 | 28    |
| 28    | 45 a 49 | 20    |
| 48    | 40 a 44 | 44    |
| 28    | 35 a 39 | 32    |
| 20    | 30 a 34 | 24    |
| 16    | 25 a 29 | 8     |
| 24    | 20 a 24 | 12    |
| 33    | 15 a 19 | 28    |
| 56    | 10 a 14 | 28    |
| 24    | 5 a 9   | 28    |
| 4     | 0 a 4   | 16    |

## Economia
El 2007 la població en edat de treballar era de 505 persones, 338 eren actives i 167 eren inactives. De les 338 persones actives 302 estaven ocupades (169 homes i 133 dones) i 36 estaven aturades (22 homes i 14 dones). De les 167 persones inactives 56 estaven jubilades, 62 estaven estudiant i 49 estaven classificades com a «altres inactius».

### Ingressos
El 2009 a Le Merlerault hi havia 427 unitats fiscals que integraven 931 persones, la mediana anual d'ingressos fiscals per persona era de 14.572 €.

### Activitats econòmiques
Dels 69 establiments que hi havia el 2007, 3 eren d'empreses extractives, 5 d'empreses alimentàries, 4 d'empreses de fabricació d'altres productes industrials, 8 d'empreses de construcció, 20 d'empreses de comerç i reparació d'automòbils, 3 d'empreses de transport, 5 d'empreses d'hostatgeria i restauració, 1 d'una empresa d'informació i comunicació, 2 d'empreses financeres, 2 d'empreses immobiliàries, 7 d'empreses de serveis, 6 d'entitats de l'administració pública i 3 d'empreses classificades com a «altres activitats de serveis».
Dels 19 establiments de servei als particulars que hi havia el 2009, 1 era una oficina d'administració d'Hisenda pública, 1 gendarmeria, 1 oficina de correu, 2 oficines bancàries, 2 tallers de reparació d'automòbils i de material agrícola, 1 taller d'inspecció tècnica de vehicles, 2 paletes, 1 guixaire pintor, 1 fusteria, 2 lampisteries, 1 electricista, 2 perruqueries i 2 restaurants.
Dels 13 establiments comercials que hi havia el 2009, 2 eren botiges de menys de 120 m², 2 fleques, 3 carnisseries, 1 una peixateria, 1 una botiga d'equipament de la llar, 2 botigues de material esportiu, 1 una botiga de material de revestiment de parets i terra i 1 una joieria.
L'any 2000 a Le Merlerault hi havia 34 explotacions agrícoles que ocupaven un total de 1.456 hectàrees.

## Equipaments sanitaris i escolars
El 2009 hi havia 1 farmàcia i 1 ambulància.
El 2009 hi havia 1 escola maternal i 1 escola elemental.

## Poblacions més properes
El següent diagrama mostra les poblacions més properes.